# Gaston Planté
Gaston Planté, född 22 april 1834 i Orthez, Frankrike, död 21 maj 1889 i Meudon, var en fransk fysiker, som 1860 blev professor i fysik i Paris. Han uppfann blyackumulatorn 1859, som efter förbättringar blev det första kommersiella laddningsbara batteriet.

## Biografi
Planté började 1854 han arbeta som biträdande lektor i fysik vid konservatoriet för konsthantverk i Paris. År 1860 befordrades han till professor i fysik vid Polytechnic Association for the Development of Popular Instruction. En amfiteater vid det institutet är uppkallad efter honom. 
År 1855 upptäckte Planté de första fossilen av den förhistoriska fågeln Gastornis parisiensis (uppkallad efter honom) nära Paris. Detta gigantiska djur var en mycket nära släkting till de berömda diatrymerna i Nordamerika. Vid den tiden var Planté i början av sin akademiska karriär och tjänstgjorde som lärarassistent till A. E. Becquerel (far till Nobelpristagaren Henri Becquerel). Denna tidiga upptäckt - även om den skapade stor spänning 1855 - överskuggades snart av Plantés efterföljande upptäckter.
Planté invaldes 1882 som medlem i American Philosophical Society.
Planté dog 1889 i Bellevue-delen av Meudon, nära Paris. År 1989 inrättade den bulgariska vetenskapsakademin Gaston Planté-medaljen, som delas ut med några års mellanrum till forskare som har lämnat betydande bidrag till utvecklingen av blybatteriteknik. 

## Vetenskapligt arbete
År 1859 uppfann Planté blysyracellen, det första uppladdningsbara batteriet. Hans tidiga modell bestod av en spiralrulle av två ark rent bly, åtskilda av en linneduk och nedsänkt i en glasburk med svavelsyralösning. Året därpå presenterade han ett blybatteri med nio celler för Vetenskapsakademin. År 1881 skulle Camille Alphonse Faure utveckla en mer effektiv och pålitlig modell som fick stor framgång i tidiga eldrivna bilar.
Planté undersökte också skillnaderna mellan statisk elektricitet och dynamisk elektricitet (dvs. från batterier). Som en del av denna undersökning uppfann Planté en mekanisk anordning som han kallade Rheostatic Machine. Rheostatic Machine använde en bank av glimmerkondensatorer, en smart roterande kommutator och en serie kontakter för att växelvis ladda en kondensatorbank parallellt (från en högspänningsbatterikälla) och sedan ansluta kondensatorerna i serie. Detta arrangemang multiplicerade batterispänningen med antalet kondensatorsteg för att erhålla mycket höga spänningar. Genom att snabbt rotera axeln kunde en serie högspänningsgnistor som var flera centimeter långa snabbt genereras. Denna enhet var en mekanisk föregångare till den moderna Marx-generatorn. Med hjälp av denna enhet undersökte Planté den elektriska nedbrytningen av luft, bildandet av Lichtenbergfigurer och beteendet hos tunna ledningar när de i pulser genomströmmades av höga elektriska strömmar. 

## Utmärkelser och hedersbetygelser
- Officer av Hederslegionen[1]

[Redigera Wikidata]